# Conferința de la Londra
Conferința de la Londra (21 febriarie – 12 martie 1921 și martie 1922) a fost o serie de întâlniri diplomatice de la sfârșitul Primului Război Mondial. Această conferință a avut loc după semnarea tratatelor de pace de la Versailles cu Germania (1919), Saint-German cu Austria (1919),  Neuilly cu Bulgaria (1919), Trianon cu Ungaria (1920) și a celui de la  Sèvres cu Imperiul Otoman (1920).

## Prima fază a conferinței
Conferința diplomatică convocată la Londra pe 21 februarie 1921 a urmărit salvarea Tratatului de la Sèvres. Antanta a încercat să-i forțeze pe naționaliștii turci să accepte acordul semnat de către guvernul otoman de la Constantinopol. Bekir Sami, reprezentantul Marii Adunări Naționale de la Ankara, a cerut ca delegații guvernului de la Constantinopol să nu fie primiți la negocieri și a refuzat să accepte Tratatul de la Sevres ca bază a discuțiilor. Acel tratat de pace fusese negociat de guvernul otoman, nu de reprezentanții noii puteri de la Akara. 

## A doua fază a conferinței
O a doua rundă de negocieri a fost convocată la Londra în martie 1922. Aliații au sperat să poată impune semnarea unui nou tratat de pace, în care să acorde anumite concesii Turciei, fața de prevederile tratatului de la Sevres. Ei nu au luat în considerație poziția militară bună în care se găsea guvernul de la Ankara. Miniștrii de externe ai Antantei au propus turcilor să accepte independența unui stat armenesc în estul Anatoliei și retragerea trupelor turce din regiunea strâmtorilor (Bosfor și Dardanele). Aliații au mai sperat să-i convingă pe turci să accepte cedarea Traciei Răsăritene, inclusiv a orașului Adrianopol, și a Smyrnei în favoarea Greciei. În schimb, Aliații se ofereau să renunțe la limitarea forțelor turce la doar 85.000 de oameni, la controlul asupra finanțelor turce, fără însă să renunțe regimul capitulațiilor. Aceste propuneri venau însă în contradicție cu Pactul Național și acesta a fost un motiv suficient pentru Marea Adunare Națională a Turciei să le respingă. 